# 마이크로소프트 킨

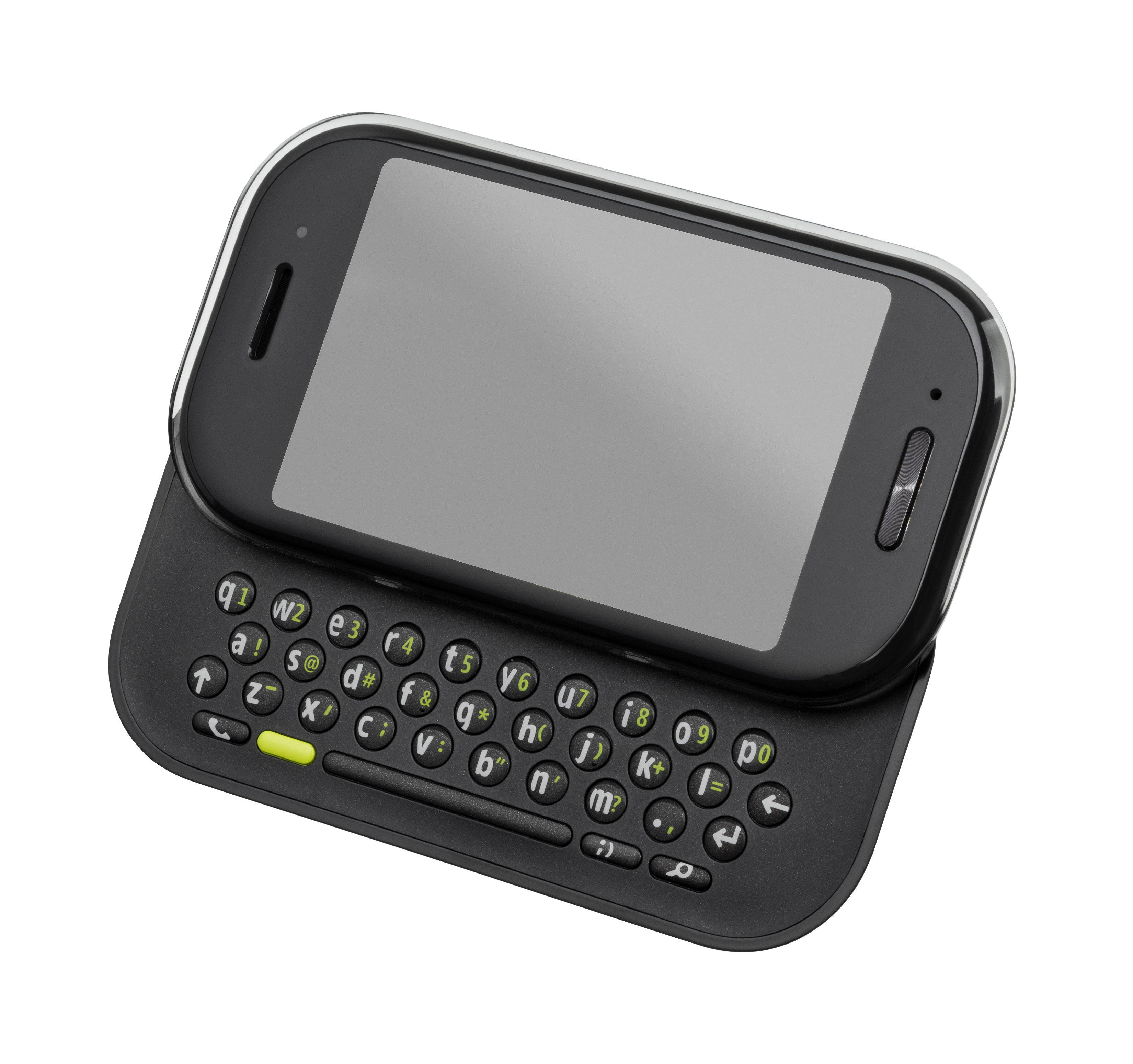

마이크로소프트 킨(Microsoft Kin)은 소셜 네트워킹 사용자를 위해 설계된 마이크로소프트의 짧은 기간 생존했던 휴대 전화 라인이었다. 15세에서 30세 사이의 사람들을 대상으로 한 이 전화기는 샤프에서 제조되었으며 버라이즌 와이어리스를 통해 판매되었다.
마이크로소프트는 데인저 인코퍼레이티드(Danger Incorporated) 인수를 시작으로 킨 플랫폼 개발에 2년 동안 약 10억 달러를 투자했다. 킨은 윈도우 CE를 기반으로 했다.
킨 ONE과 TWO는 2010년 5월 14일에 시장에 출시되었다. 두 달 만에 버라이즌은 판매 부진으로 인해 휴대폰 판매를 중단했다. 마이크로소프트는 계획된 유럽 릴리스를 폐기하고 장치 홍보를 중단하고 생산을 중단하고 킨 개발 팀을 다른 프로젝트에 재배치했다.
마이크로소프트는 소셜 및 웹 기반 기능을 제거한 펌웨어로 판매되지 않은 킨 재고를 업데이트했으며 2010년 12월에 이러한 용도 변경 장치를 버라이즌 매장을 통해 제한된 피처폰인 킨 ONEm 및 TWOm으로 제공했다. 2011년 1월, 마이크로소프트는 이전 휴대폰의 기능 대부분을 제어했던 Kin.com 웹사이트를 폐쇄했다.
킨 TWOm은 2011년 8월에 단종되었다. 판매되지 않은 재고는 2013년 6월까지도 거래 사이트에서 여전히 판매 중인 것으로 나타났다.

## 같이 보기
- 마이크로소프트 모바일
- 마이크로소프트 루미아